# (24866) 1996 ER1
1996 إي أر 1 (ويعرف أيضًا باسم (24866) 1996 إي أر 1 وفق تسمية الكوكب الصغير) (بالإنجليزية: 1996 ER1)‏ هو كويكب ضمن حزام الكويكبات؛ وترتيبه 24866 من حيث الاكتشاف.
اكتُشف هذا الجُرم الفلكي بواسطة تعقب الأجرام القريبة من الأرض في 15 مارس 1996.

## وصلات خارجية
- (24866) 1996 ER1 في قاعدة بيانات مختبر الدفع النفاث لأجرام النظام الشمسي الصغيرة

- الاكتشاف · مخطط المدار ·  العناصر المدارية · المعلمات المادية

- (24866) 1996 ER1 على موقع ويكي سكاي: DSS2, SDSS, GALEX, IRAS, Hydrogen α, X-Ray, Astrophoto, Sky Map, Articles and images